# Johann Arnold von Leerodt
Johann Arnold Freiherr von Leerodt (* nach 1603; † nach 1667) war Domherr in Münster und Lüttich.

## Leben

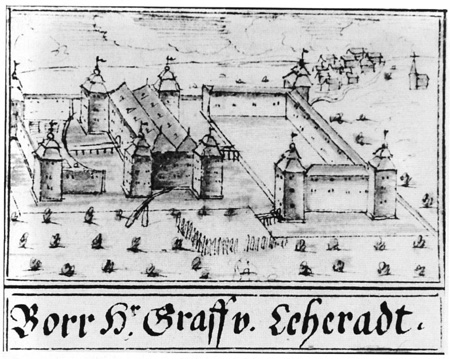
Schloss Born ("Borr") im Codex Welser, 1723

Johann Arnold Freiherr von Leerodt stammte aus dem Adelsgeschlecht Leerodt (auch: Lerode, Leerode oder Leheradt). Er war ein Sohn des Johann von Leerodt zu Tripsrath und dessen Gemahlin Irmgard von Hochkirchen zu Neuerburg, die er im Jahre 1603 geheiratet hatte.
Am 25. Februar 1651 legte Johann Arnolds Bevollmächtigter die päpstliche Provision auf die Münsterer Dompräbende des verstorbenen Domherrn Johann von Neuhoff vor. Diese wurde jedoch wegen einiger Mängel nicht umgesetzt. Erst am 28. September 1666 wurde er für die Präbende des Domherrn Arnold von Vittinghoff gen. Schell präsentiert und nahm diese am 18. Oktober in Besitz. Bereits kurze Zeit später, am 15. Juni 1667, verzichtete er auf die Pfründe.
Johann Arnold war auch Domherr an der Lütticher Kathedrale und Archidiakon von Toxandrien.
1647 kaufte er von dem jülisch-bergischen Herzog Wolfgang Wilhelm von Pfalz-Neuburg das Schloss Born in Born (heute in den Niederlanden). Von 1662 bis 1666 wurde das Schloss von ihm neu aufgebaut. Bis der Zerstörung durch Feuer in 1930 war es eine der größten Barockschlösser in den Niederlanden.